# 早瀬優香子
早瀬 優香子（はやせ ゆかこ、1967年9月2日 - ）は、日本の元歌手、元女優である。本名同じ。東京都東村山市出身（埼玉県所沢市出身とするプロフィールも有り）。

## 来歴
子どもの頃に「おはよう!こどもショー」（日本テレビ）の「のどじまん」コーナーに姉と一緒に出場して特別賞を受賞したことがある。きょうだいは姉の他に弟がいる。1978年に児童劇団に入り1979年テレビドラマ『俺はあばれはっちゃく』で主人公桜間長太郎のマドンナ宮村ヒトミ役を演じる。
1985年、『早春物語』で本格的に女優として活動を始める。
1986年1月、シングル「サルトルで眠れない」、アルバム『躁鬱 SO・UTSU』でシックスティレコードより歌手としてデビュー。おニャン子クラブ等の作詞を手がけ、当時飛ぶ鳥を落とす売れっ子だった秋元康がプロデュースを手がけた。UA、カヒミ・カリィ は、早瀬のファンだったという。
デビュー当時はフレンチ・ポップス色の強い歌を歌っていたが、2ndアルバム『amino co de ji』以降は徐々にエスニックな方面に。自作で詞や曲も書いていた。
女優としてはテレビドラマ『赤ちゃんに乾杯!』『若奥さまは腕まくり!』『華の嵐』等に出演。また、主演した映画『キスより簡単』ではヌードを披露、原田芳雄、石渡譲等とベッドシーンを演じている。
1990年代前半より、芸能界からフェイドアウトし、死亡説、失踪説などの噂も流れるが、2000年頃、インターネット上のファンサイト掲示板に、本人から書き込みがあった。それがきっかけで、ファンが中心となって早瀬の復活CDを企画、ネット上で楽曲を公募したアルバム『Love your LIFE』が2001年8月にリリースされるが、継続的な活動には至らなかった。
2009年2月22日放送『大胆MAP』（テレビ朝日）で、久々に公の場に出演。『あばれはっちゃく』出演者と再会した。

## 出演作品

### 映画
- 早春物語（1985年）
- キスより簡単（1989年）
- TVO（1991年）

### ドラマ
- 俺はあばれはっちゃく（1979年2月 - 80年3月、テレビ朝日）宮村ヒトミ役
- ピーマン白書（1980年10月 - 11月、フジテレビ）江戸川ユカ役
- 男三人!あばれはっちゃく（1982年4月3日、テレビ朝日）桂木千春役
- 銀河テレビ小説（NHK）
  - 新宿ものがたり（1984年12月）- 京子 役
- 冬かもめ心中（1986年4月、YTB）
- わたしの可愛いひと（1986年7月 - 9月、フジテレビ）
- 火煙高田馬場（1987年4月、日本テレビ）
- 赤ちゃんに乾杯!（1987年10月 - 12月、TBS）
- とっておきの青春（1988年1月 - 3月、NHK）
- 華の嵐（1988年1月 - 4月、東海テレビ）朝倉琴子役
- 若奥さまは腕まくり!（1988年7月 - 9月、TBS）
- スクールガール・セレナーデ 桂華學女小夜曲（1988年11月、日本テレビ）
- 純愛せんせい取材日記 - 覗き部屋の女（1989年2月、TBS）
- 土曜ワイド劇場 スキースクール・女たちの華麗な斗い（1991年2月、テレビ朝日）
- 水曜グランドロマン 犬が狙われた!（1991年8月、日本テレビ）

### CM
- 2/3ヌードル（1986年秋、東洋水産） * フェアウィンド（1987年、資生堂）
- ジャイブ（1989年春 - 夏、キリンビバレッジ）
- リニア・エクスプレス（1989年、JR東海）※ナレーション

### ラジオ
- 早瀬優香子のハーフ・オン（1986年4 - 10月、東海ラジオ）
- 夢のひととき「朝、起きて、君には言うことが何もないなら」（1986年10月、FM東京）
- TBSラジオ図書館「新宿路地裏わかれ道」（1987年1月、TBSラジオ）
- カフェテラスのふたり「五つの魔法の物語」（1987年11月、NHK-FM）
- サウンド夢工房「サラマンダー殲滅」（1991年6月、NHK-FM）
- FMシアター「白の森・不思議」（1991年7月7日、NHK-FM）
- FMシアター「失踪の夏」（1996年1月27日、NHK-FM）

## 音楽

### シングル
- サルトルで眠れない（1986年1月25日）
- 硝子のレプリカント（1986年4月25日）
- 私は女（1986年7月1日）
- 2/3 amino co de ji（1986年9月1日）
- 椿姫の夏（1987年4月5日）
- マリリン&ジョンの微笑（1989年1月21日） ※渡辺裕之とのデュエット
- IL（ベッドの中では）（1989年7月21日）
- Sleepless EP（2001年7月27日）

以下2作品はシングル発売予定があったが中止になった作品
- あの日もジェット機を見ていた（1992年6月25日） ※「TOMORROW MOON」収録
- MAMA, DON'T WORRY（1993年2月24日）※「TOMORROW MOON」収録

### アルバム
- 躁鬱 SO・UTSU（1986年1月25日）
- amino co de ji（1986年9月15日）
- ポリエステル（1987年7月25日）
- 水と土（1988年7月21日）
- 薔薇のしっぽ（1989年7月21日）
- TOMORROW MOON（1997年12月16日） ※90年頃レコーディングしたもの
- Love your LIFE（2001年8月18日)

### ベストアルバム
- yes we're SINGLES（1988年11月21日）
- 躁鬱・決定版（1992年12月16日）

### オムニバスアルバム
- TOKYO発ワールド・ビート 百花繚乱 World Beat Beauty [早瀬優香子、ANNA BANANA、戸川京子、岩本千春]（1990年5月25日、シックスティレコード/ワーナー・パイオニア WPCL-163）

### ビデオ
- 躁鬱・SO-UTSU（1986年3月）
- 永遠のサバンナ -薔薇のしっぽ-（1989年10月）

※上記2作品の他に「硝子のレプリカント」「2/3 amino co dé ji」「椿姫の夏」もMusic Video（PV）が制作されているが、未発売となっている。

## 受賞
- 第4回高崎映画祭新人賞『キスより簡単』